# Banjski Orešac
Banjski Orešac (izvirno srbsko Бањски Орешац) je naselje v Srbiji, ki upravno spada pod Občino Knjaževac; slednja pa je del Zaječarskega upravnega okraja.

## Demografija
V naselju, katerega izvirno (srbsko-cirilično) ime je Бањски Орешац, živi 96 polnoletnih prebivalcev, pri čemer je njihova povprečna starost 66,7 let (64,6 pri moških in 68,4 pri ženskah). Naselje ima 45 gospodinjstev, pri čemer je povprečno število članov na gospodinjstvo 2,13.
To naselje je popolnoma srbsko (glede na rezultate popisa iz leta 2002).
|  |

| Demografija | Demografija     | Demografija     |
| Leto        | Št. prebivalcev | Št. prebivalcev |
| ----------- | --------------- | --------------- |
|             |                 |                 |
|             |                 |                 |
|             |                 |                 |
|             |                 |                 |
| 1948        | 356             |                 |
| 1953        | 350             |                 |
| 1961        | 323             |                 |
| 1971        | 311             |                 |
| 1981        | 247             |                 |
| 1991        | 154             | 154             |
| 2002        | 96              | 96              |
|             |                 |                 |

| Etnična sestava po popisu iz leta 2002 | Etnična sestava po popisu iz leta 2002 | Etnična sestava po popisu iz leta 2002 | Etnična sestava po popisu iz leta 2002 | Etnična sestava po popisu iz leta 2002 |
| -------------------------------------- | -------------------------------------- | -------------------------------------- | -------------------------------------- | -------------------------------------- |
| Srbi                                   | Srbi                                   |                                        | 96                                     | 100,0%                                 |
| Neznano                                | Neznano                                |                                        | 0                                      | 0,0%                                   |